# Björnnäset
Björnnäset este o arie protejată (arie specială de conservare — SAC, sit de importanță comunitară — SCI, arie de protecție specială avifaunistică — SPA) din Suedia întinsă pe o suprafață de 89,7 ha, integral pe uscat.

## Localizare
Centrul sitului Björnnäset este situat la coordonatele 57°27′45″N 15°43′36″E / 57.4625°N 15.7267°E.

## Înființare
Situl Björnnäset a fost declarat sit de importanță comunitară în ianuarie 1998 pentru a proteja 3 specii de animale. Alte tipuri de protecție:
- arie de protecție specială avifaunistică (în ianuarie 1998)[2]
- arie specială de conservare (în martie 2011)[1][3][4]

## Biodiversitate
Situată în ecoregiunea boreală, aria protejată conține 3 habitate naturale: Taiga vestică, Mlaștini împădurite, Mlaștini turboase de tranziție și turbării mișcătoare.
La baza desemnării sitului se află mai multe specii protejate de  păsări (3): ciocănitoare neagră (Dryocopus martius), cocoșul de mesteacăn (Tetrao tetrix tetrix),  cocoș de munte (Tetrao urogallus).